# José Manuel Espinosa
José Manuel Espinosa Gómez (San Bartolomé de las Abiertas, 28 luglio 1959) è un ex calciatore spagnolo, di ruolo difensore.

## Carriera

### Club
Cresciuto nel Real Madrid Castilla, fece parte della squadra che raggiunse la finale della Coppa del Re 1979-1980, persa proprio contro il Real Madrid. L'anno seguente la squadra, dopo la finale conquistata nella coppa nazionale, partecipò alla Coppa delle Coppe venendo subito eliminata al primo turno dagli inglesi del West Ham United i quali persero 3-1 al Bernabéu per poi dilagare 5-1 nel ritorno in casa. 
Espinosa collezionò una sola presenza con la prima squadra dei blancos, l'11 aprile 1982, giocando da titolare la 32ª giornata della Liga, vinto in trasferta contro il Castellón.
Nell'estate del 1982 si trasferì allo Sporting Gijón dove fu protagonista di sei stagioni proficue per il club asturiano, con due qualificazioni alla Coppa UEFA. Dal 1988 al 1991, giocò nel Celta Vigo. Si ritirò nel 1991.

### Nazionale
Disputò le Olimpiadi del 1980 in Unione Sovietica con la Nazionale spagnola, che concluse il torneo nella fase a gironi.

## Palmarès

### Club

#### Competizioni nazionali
- Coppa di Spagna: 1

Real Madrid: 1981-1982